# Crack: Cocaine, Corruption & Conspiracy
Crack: Cocaine, Corruption & Conspiracy (español: Crack: Cocaína, corrupción y conspiración) es una película documental estadounidense de 2021 realizada para Netflix y dirigida por Stanley Nelson. Su historia se centra en el surgimiento y los efectos de la epidemia de crack de la década de 1980 en los Estados Unidos, que tuvo efectos negativos en las ciudades del interior de Estados Unidos. La película se estrenó el 11 de enero de 2021.